# Сенаж
Сенаж — трава, провяленная до влажности 50 — 55 % и законсервированная в герметичных ёмкостях. Используется для кормления крупного рогатого скота и овец. Сенаж относится к сочным кормам.
В сенаже гнилостные масляно-кислые бактерии при концентрации сухого вещества корма 45-50 % развиваются слабо. При этом ограничивается развитие и молочнокислых бактерий. Развитие плесневых грибов успешно устраняется уплотнением и укрыванием сенажной массы.
Сенаж можно готовить из ценных, но трудно силосуемых бобовых трав и бобово-злаковых смесей, причём сенаж хорошего качества можно получить из трав и бобово-злаковых смесей, скашиваемых 2-3 раза за вегетативный период в ранние фазы развития.